# Casey McQuiston
Casey McQuiston (ur. 21 stycznia 1992 w Baton Rouge) – amerykańska autorka romansów new adult, najlepiej znana ze swojej debiutanckiej powieści Red, White & Royal Blue (2019), która została bestsellerem dziennika „The New York Times”. 